# Mayes megye
Mayes megye az Amerikai Egyesült Államokban, azon belül Oklahoma államban található. Megyeszékhelye és legnagyobb városa Pryor Creek. Lakosainak száma 39 046 fő (2020. április 1.). Mayes megye Craig, Wagoner, Delaware, Cherokee és Rogers megyékkel határos.

## Népesség
A megye népességének változása:
| Lakosok száma | 41 297 | 41 259 | 41 096 | 40 804 | 40 887 | 39 046 |
|               | 2010   | 2011   | 2012   | 2013   | 2015   | 2020   |